# Hộ chiếu Cộng hòa Nhân dân Trung Hoa

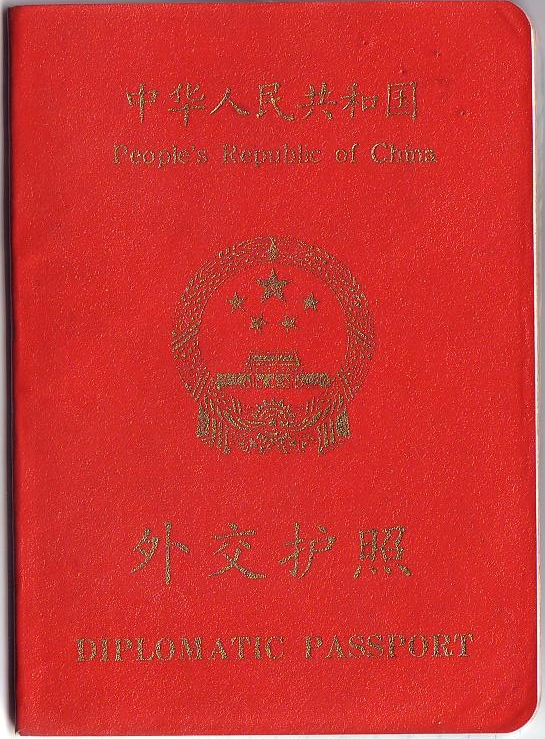
Trang bìa của Hộ chiếu ngoại giao CHND Trung Hoa cấp năm 1992.

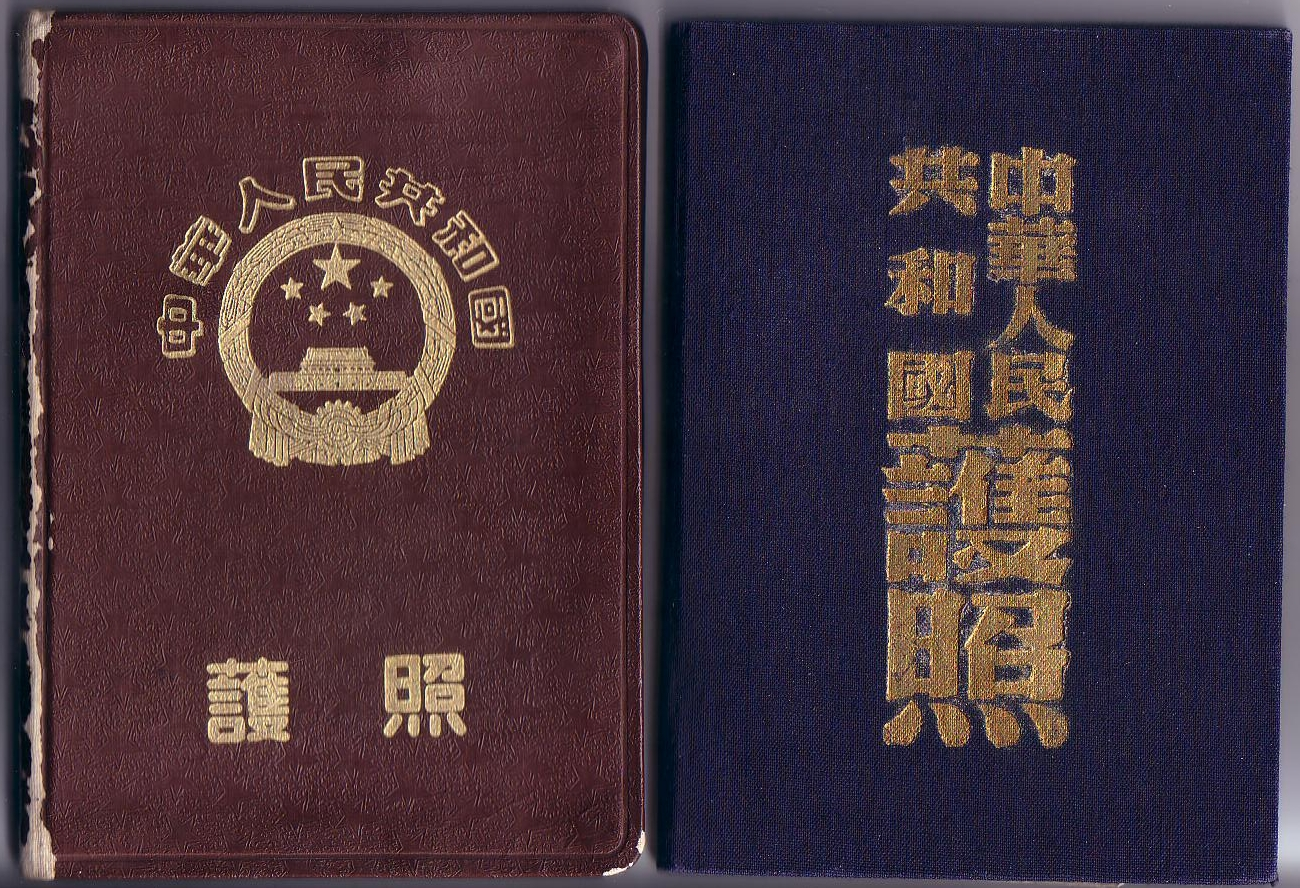
Hai bản hộ chiếu đầu tiên của Cộng hòa Nhân dân Trung Hoa từ năm 1949.

Hộ chiếu của Cộng hòa Nhân dân Trung Hoa (tiếng Trung: 中华人民共和国护照; Hán-Việt: Trung Hoa Nhân dân Cộng hòa quốc hộ chiếu; bính âm: Zhōnghuá Rénmín Gònghéguó hùzhào) là hộ chiếu do chính quyền Trung Quốc cấp cho công dân Trung Quốc để đi lại quốc tế.
Được quy định bởi Luật Quốc tịch của Trung Quốc, hộ chiếu này không được sử dụng cho dân thường du lịch tới Hồng Kông, Ma cau hay Đài Loan,vì đi tới các vùng này không được coi là du lịch quốc tế. Người dân cần một loại Giấy phép Hai chiều để đi tới các vùng này. Cư dân đại lục quá cảnh ở Hồng Kong và Ma Cao khi đi tới các nước khác có thể sử dụng hộ chiếu để đến hai vùng này và ở trong tối đa bảy ngày.
Hộ chiếu Trung Quốc phổ thông mới nhất là "Form 97-2", thay thế "Form 92" và "Form 97-1" trước đó. Hộ chiếu "Form 97-2" gồm 48 trang, là loại hộ chiếu máy đọc được. Hộ chiếu mới nhất có con chíp điện tử, chứa thông tin cá nhân, dấu vân tay và ảnh.

## Nội dung
Thông tin cá nhân bên trong với ảnh màu được in vào dùng công nghệ bảo mật số. Thông tin gồm:
- Mã hộ chiếu (P)
- Mã nước (CHN)
- Số hộ chiếu Passport number (X########) - gồm một chữ cái chỉ loại hộ chiếu (G = phổ thông), sau đó là 8 chữ số.
- Tên (Họ và tên)
- Giới tính/Sex (M-nam/F-nữ)
- Ngày sinh (DD.MMM.YYYY)
- Ngày cấp (DD.MMM.YYYY)
- Nơi sinh (Tỉnh, hoặc quốc gia nếu sinh ở nước ngoài)
- Nơi cấp (Tỉnh, hoặc nơi đặt trụ sở ngoại giao ở nước ngoài)
- Ngày hết hạn (DD.MMM.YYYY)
- Cơ quan cấp (Cục xuất nhập cảnh Exit & Entry Administration (Bộ Công An Trung Quốc -Ministry of Public Security of the People's Republic of China))

## Nội dung trong Hộ chiếu
Ngôn ngữ trên hộ chiếu là Tiếng Phổ Thông Trung Quốc và tiếng Anh.
Tiếng Trung:
中华人民共和国外交部请各国军政机关对持照人予以通行的便利和必要的协助。
Tiếng Anh:
The Ministry of Foreign Affairs of the People's Republic of China requests all civil and military authorities of foreign countries to allow the bearer of this passport to pass freely and afford assistance in case of need.

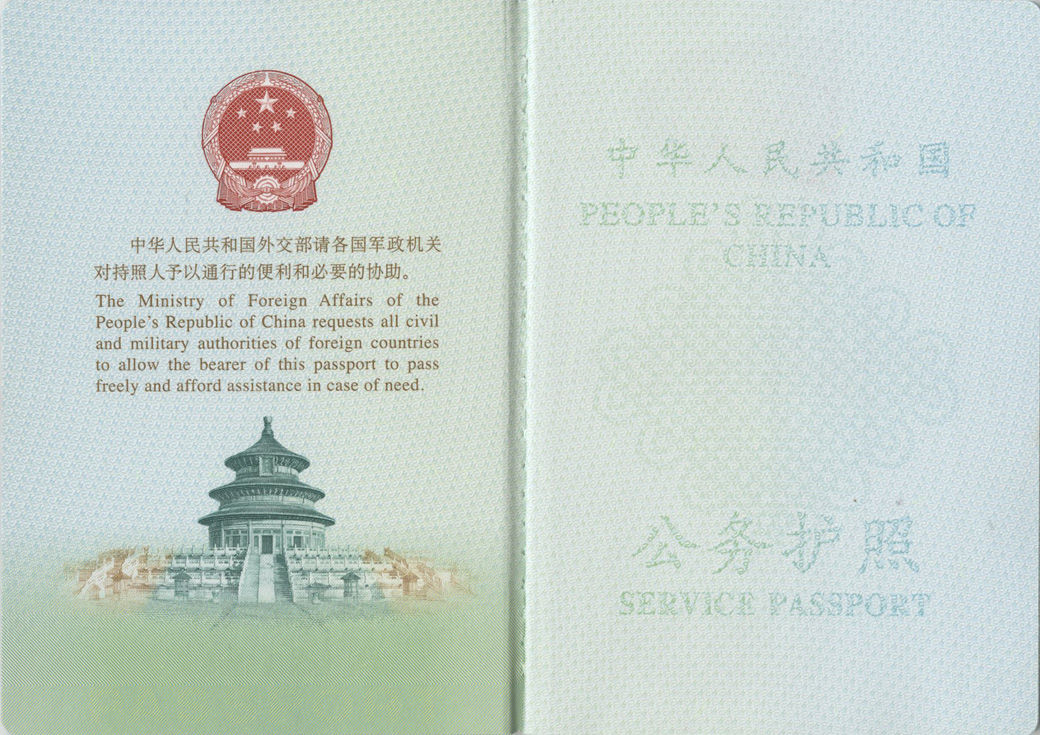
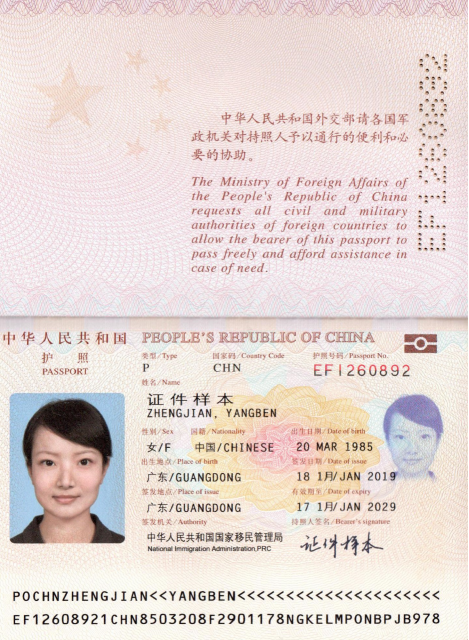

## Bản đồ trên hộ chiếu
Bắt đầu từ năm 2012, hộ chiếu của Trung Quốc thể hiện đường chín đoạn, bao trùm các vùng trên Biển Đông có tranh chấp với Việt Nam và Philippines khiến hai nước này lên tiếng phản đối.
Hiện tại khi cấp visa nhập cảnh cho công dân Trung Quốc, Việt Nam yêu cầu đóng tem visa vào một tờ giấy riêng và bắt đóng thêm 50.000VND. Ngoài ra, bản đồ trên còn bao gồm đảo Đài Loan, và 2 vùng tranh chấp với Ấn Độ là Aksai Chin và Arunachal Pradesh. Phản ứng trước việc này, Ấn Độ bắt đầu dán visa có in hình bản đồ của nước họ, trong đó có hai địa điểm trên, để cấp cho công dân Trung Quốc. Đài Loan cũng lên tiếng phản đối tấm bản đồ của đại lục. Trái lại, bản đồ trên không thể hiện quần đảo Senkaku tranh chấp với Nhật Bản, nên Nhật Bản không đưa ra bình luận hoặc phản đối.